# Abelardo Sánchez
Abelardo Sánchez García (Albacete, 1870-1920) fue un político y abogado español, alcalde de Albacete entre 1910 y 1911 y presidente de la Diputación de Albacete entre 1911 y 1912.

## Biografía
Nació en Albacete el 10 de mayo de 1870. Estudió Derecho en la Universidad de Salamanca, licenciándose en 1895.
Se introdujo en la política de la mano del Partido Liberal, afín a su propia ideología. En 1905 fue elegido concejal del Ayuntamiento de Albacete, convirtiéndose en alcalde de la ciudad el 1 de abril de 1910. Su gobierno finalizó el 5 de abril de 1911.
Es especialmente conocido por ser el impulsor del parque Abelardo Sánchez que lleva su nombre, el cual se empezó a construir durante su mandato.
El 4 de mayo de 1911 fue elegido presidente de la Diputación de Albacete. Fue también presidente del Ateneo de Albacete desde 1919. Falleció en 1920.

## Reconocimientos
El parque Abelardo Sánchez de Albacete lleva su nombre como reconocimiento a su labor como alcalde para la construcción de este importante pulmón verde de la capital albaceteña. Además, en el mismo se encuentra un monumento en su honor.